# Gran Premi de la costa normanda
El Gran Premi de la costa normanda era una cursa ciclista francesa que es feia a la Normandia. Es va disputar de 1978 a 1983.

## Palmarès
| Any  | Vencedor              | Segon               | Tercer               |
| ---- | --------------------- | ------------------- | -------------------- |
| 1978 | Roger Legeay          | Bernard Becaas      | Jean-René Bernaudeau |
| 1979 | Bernard Becaas        | Patrick Busolini    | Claude Vincendeau    |
| 1980 | André Chalmel         | Claude Vincendeau   | Jean-René Bernaudeau |
| 1981 | Christian Levavasseur | Maurice Le Guilloux | Jacques Michaud      |
| 1982 | Joop Zoetemelk        | Jean-Paul Le Bris   | Marc Madiot          |
| 1983 | Alain Vigneron        | Hubert Linard       | Régis Clère          |